# Oxysychus macregaster
Oxysychus macregaster är en stekelart som beskrevs av Sureshan och T.C. Narendran 2002. Oxysychus macregaster ingår i släktet Oxysychus och familjen puppglanssteklar. Inga underarter finns listade i Catalogue of Life.